# Zebraänder
Zebraänder (Malacorhynchus) är ett fågelsläkte i familjen änder inom ordningen andfåglar. Släktet omfattar två arter, varav en är utdöd:
- Zebraand (M. membranaceus)
- Nyazeelandzebraand (M. scarletti) – utdöd